# Heterocladium prolixum
Heterocladium prolixum là một loài rêu trong họ Thuidiaceae. Loài này được Schimp. mô tả khoa học đầu tiên năm 1866.
Danh pháp khoa học của loài này chưa được làm sáng tỏ. 